# Alexander von Erskein
Alexander von Erskein, Alexander Erskein (ur. 31 października 1598 w Gryfii, zm. 24 lipca 1656 w Zamościu) – szwedzki urzędnik i dyplomata, zbieracz archiwaliów.

## Pochodzenie. Dzieciństwo. Studia
Urodził się jako Alexander Erskein w rodzinie niemieckiej w zachodniopomorskiej Gryfii. Jego ojcem był gryfijski kupiec, przybysz ze Szkocji, Walter Erskein; matką — Anna z domu Forast. Studiował na kilku niemieckich uniwersytetach — w 1612 r. na gryfijskim, w 1617 r. na wittenberskim, także w Lipsku i Jenie, a w 1623 r. na uniwersytecie w Rostocku. W międzyczasie odbył dwuletnią podróż w celach kształceniowych, podczas której odwiedził Niderlandy i Anglię.

## W służbie szwedzkiej
Przez krótki czas służył duńskiej królowej-wdowie Zofii w jej posiadłościach w Nykøbingu. Od lipca 1628 r. pracował dla szwedzkiej administracji wojskowej, będąc jej agentem w Strzałowie (wówczas jeszcze — przynajmniej nominalnie — mieście zachodniopomorskim). Po wkroczeniu wojsk Gustawa II Adolfa podczas wojny trzydziestoletniej na tereny Rzeszy niemieckiej radca-asystent (niem. Assistenzrat) i komisarz wojenny (niem. Kriegskommissar). W 1632 r. przybył do Erfurtu pełnić funkcję przedstawiciela władz szwedzkich (rezydenta) na Turyngię. Po dwóch latach został tajnym radcą wojennym (niem. Geheimer Kriegsrat) przy armii Johana Banéra, w okresie lato 1636–czerwiec 1638 pozostawał zaś bez przydziału. Od 1637 r. przebywał ponownie na Pomorzu Zachodnim, piastując najpierw od kwietnia 1638 r. urząd hofrata, a następnie (jeszcze w tym samym roku) został mianowany radcą-asystentem i radcą wojennym, początkowo na Pomorze Zaodrzańskie, od 25 sierpnia 1640 r. na całe Pomorze Zachodnie. Wykonywał poselstwa, od 1642 r. ponownie w strukturach wojskowych. Przed 2 września został przewodniczącym (niem. Präsident) sądu nadwornego (niem Hofgericht) dla Pomorza Zaodrzańskiego. W tym samym miesiącu (18) uzyskał również nobilitację, a od 1644 r. był członkiem Towarzystwa Owocodajnego. Następnie von Erskein został mianowany 27 maja 1648 r. na prezesa administracji wojennej głównej armii szwedzkiej, a potem między wiosną 1649 r. a lipcem roku następnego był delegatem na kongres w Norymberdze. Po zakończeniu działań dyplomatycznych związanych z zawarciem pokoju westfalskiego zarządzał od 9 listopada 1652 r. finansami (niem. Erzkämmerer) w należącym do Szwedów księstwie Bremy, a od 22 września roku następnego był prezesem (niem. Präsident) w księstwie Bremy. W tym czasie wybudował również w podbremeńskiej wsi Schwinge dla siebie pałac. W 1655 r. został ściągnięty, by ponownie objąć funkcję prezesa administracji wojskowej w związku z wojną z Polską i w tym samym roku uzyskał godność Freiherra. Zmarł w polskiej niewoli w Zamościu w roku następnym.

## Kolekcjoner archiwaliów
Zbieracz archiwaliów — w miejscowościach, w których znalazł się w następstwie działań wojennych, plądrował archiwa, których zbiory następnie kolekcjonował. Podczas pobytu w Szczecinie w roli komisarza szwedzkiego wiele archiwaliów znalazło się w jego prywatnych rękach. Po zajęciu Pragi w 1648 r. zabrał tamtejsze archiwalia, które (pomimo że w myśl ustaleń z rządem szwedzkim miał je przekazać do Sztokholmu) w większości przywiózł do swojego pałacu i dołączył do już tam przechowywanych zbiorów z Turyngii i Pomorza Zachodniego. Po jego śmierci większość zgromadzonych przez von Erskeina akt zakupił jeden z grafów von Nostitz, który najpierw wywiózł je do Pragi, skąd w 1750 r. trafiły do archiwum w Wiedniu.
O swojej działalności tak miał mówić w rozmowie z Johannem Balthasarem Schuppem, odbytej w Münster podczas obrad pokojowych w związku z zakończeniem wojny trzydziestoletniej: „Rabunek, który w Niemczech uprawiałem, jest rabunkiem listów. Kiedy my z armią do jakiejś miejscowości, szczególnie z klasztorem albo kolegium jezuitów przybywaliśmy, ja niebawem pospieszałem do archiwum i wszystkie listy pakowałem. Kiedy wtedy czas miałem, przeczytałem je, w taki sposób znalazłem się w posiadaniu tak wielu tajemnic, tak wielu kawałeczków, że się wam to nie wyda do pomyślenia”.

## Rodzina
Alexander von Erskein dwukrotnie wchodził w związki małżeńskie. Pierwszą żoną była poślubiona w 1627 r. niespełna dwudziestoletnia (urodzona 5 kwietnia 1608 r.) Euphrosina Siebrand. Po jej śmierci (zmarła 29 maja 1647 r. w Stralsundzie), w 1648 r. ożenił się po raz drugi — wybranką była Lucia Christina von Wartensleben, córka książęcego radcy i ochmistrza Hermanna Simona von Wartenslebena.
Czwórka jego znanych dzieci to:
- Alexander (Freiherr; zm. 23 marca 1687 na Peloponezie) — podpułkownik (niem. Oberstleutnant) szwedzki, od 1686 r. na służbie weneckiej;
- Carl Gustaf — podpułkownik (niem. Oberstleutnant) szwedzki w regimencie Vellingka, zginął w bitwie pod Fleurus w 1690 r., walcząc po stronie francuskiej;
- Anna Elisabet — żona landrata w Bremie Hartwiga Christoffera von Bülowa;
- Christina — żona landrata w Bremie Didrika Schultzego[2].

### Źródła
- Schupp J.B.,  Salomo, Oder Regenten-Spiegel. Vorgestellet Aus denen eilff ersten Capitulen des ersten Buchs der Königen. Andern Gottsfürchtigen und Sinnreichen Politicis auszuführen und genaner zu elaboriren überlassen, 1658.

### Opracowania
- Droste H., Im Dienst der Krone. Schwedische Diplomaten im 17. Jahrhundert, Berlin 2006.
- Stix F., Eine Wiener Nachrichtensammlung der herzoglich pommerschen Kanzlei in Stettin, „Baltische Studien” NF 39 (1937), s. 254-260.
- Wielopolski A., Archiwum Książąt Pomorskich, „Archeion” 38 (1962), s. 29-65.